# Прабас
Прабас Раџу Упалапати (енгл. Prabhas Raju Uppalapati, тел. ఉప్పలపాటి ప్రభాస్ రాజు), Ченај, 23. октобар 1979) индијски је филмски глумац.

## Биографија
Прабас је рођен у Ченају. Његов отац,продуцент породични филм Сурианараиана Раџу и његова супруга Шивакумари. Глумац има старијег брата и старију сестру Прабод Прагати. Прабасова ујка - популарни Толливуд глумац 1970-1980.тих година У. Крисна Раџу. Њихова породица потиче из једног села Могалтуру Округ Западно-Годавари Андра Прадеш.

## Филмографија
| Улоге Прабас |                    |               |                      |             |  |
| Година       | Српски назив       | Изворни назив | Улога                | Напомена    |  |
| 2004.        | Киша               |               | Венкат               |             |  |
| 2005.        |                    |               | Чакрам               |             |  |
| 2009.        | Била               |               | Била / Ранга         |             |  |
| 2012.        | Бунтовник          |               | Риши                 |             |  |
| 2013.        | Љуте папричице     |               | Џај                  | [ 2 ]       |  |
| 2015.        | Бахубали: Почетак  |               | Махендра / Амамендра | [ 3 ] [ 4 ] |  |
| 2017.        | Бахубали: Закључак |               | Махендра / Амамендра |             |  |

## Награде

### Филмфер награде
- Номинован
  - 2005. – Филмферова награда за најбољег главног глумца на језику телугу у филму Киша
  - 2006. – Филмферова награда за најбољег главног глумца на језику телугу у филму Chatrapati
  - 2010. – Филмферова награда за најбољег главног глумца на језику телугу у филму Ek Niranjan
  - 2012. – Филмферова награда за најбољег главног глумца на језику телугу у филму Mr. Perfect
  - 2014. – Филмферова награда за најбољег главног глумца на језику телугу у филму Љуте папричице